# Гаттаров, Рамиль Абрарович
Рамиль Абрарович Гаттаров (род. 7 июня 1962, Оренбург) — советский и российский футболист, полузащитник, нападающий.
Воспитанник РСДЮШОР Душанбе. В первенстве СССР играл за команды второй (1983—1989) и второй низшей (1990—1991) лиг «Ходжент» Ленинабад (1983—1984), «Локомотив» Чита (1985—1986, 1988—1991), «Вахш» Курган-Тюбе (1987). В сезоне 1991/92 играл вместе с Наилем Галимовым за «Буг» Вышкув в польской третьей лиге. В 1992—1996 играл в читинском «Локомотиве» в первой лиге, где и завершил профессиональную карьеру. 
Семья:
Жена - Гаттарова Виктория Николаевна, 
Дети - Вероника(1989), Дарья(2011), Кирилл(2016)